# Erik Ponti
Erik Ponti er en fiktiv person, som optræder hyppigt i Jan Guillous romaner. Han blev første gang introduceret i bogen Den store åbenbaring fra 1974. Han fik så hovedrollen syv år senere i romanen Ondskaben, hvor man følger Pontis tid på den fiktive kostskole Stjärnsberg (som ifølge Guillou er identisk med virkelighedens Solbacka, som Guillou gik på.[kilde mangler])
Ponti optræder igen i centrale roller i de delvist forbundne Tyvenes marked (2004), Fjenden i os selv (2007), Men ikke hvis det gælder din datter (2008), Ægte amerikanske cowboybukser (2016) og Den anden dødssynd (2019). De foregår mange år efter at Ponti forlod Stjärnsberg, og i mellemtiden er han blevet uddannet som journalist og arbejder på radioprogrammet Dagens Eko. I de tre bøger optræder også Pontis gamle værelseskammerat fra Stjärnsberg, Pierre Tanguy. 
Det har ofte været påstået at Erik Ponti skulle afspejle Jan Guillou selv, men Guillou har flere gange benægtet dette.[kilde mangler] Der er dog mange sammenfald mellem de to, fx påtager Ponti sig i slutningen af Men ikke hvis det gælder din datter at skrive agenten Carl Hamiltons historie i ti bind. Det har Guillou faktisk allerede gjort.
Foruden i Guillous egne bøger optræder Erik Ponti i en roman af Liza Marklund og i en tv-serie som Guillou har skrevet sammen med Leif G.W. Persson.

## Optrædener
Erik Ponti optræder i følgende værker af Guillou:
- Den store åbenbaring (1974)
- Ondskaben (1981)
- Coq rouge (1986)
- En borger hævet over enhver mistanke (1995)
- Tyvenes marked (2004)
- Fjenden i os selv (2007)
- Men ikke hvis det gælder din datter (2008)
- Ægte amerikanske cowboybukser (2016)
- 1968 (2017)
- Dem der dræber drømme sover aldrig (2018)
- Den anden dødssynd (2019)

```
 Bedrag Bedragerne (2023)
```